# ヘッセン方伯

ヘッセン方伯領
Landgrafschaft Hessen

1400年におけるヘッセン方伯領（水色）

ヘッセン方伯（ヘッセンほうはく、独：Landgraf von Hessen）は、神聖ローマ帝国の方伯。その所領（ヘッセン方伯領、独：Landgrafschaft Hessen）がフィリップ1世の息子達により分割されるまでの期間、1264年から1567年まで存在した。

## 歴史
中世初期にヘッセンはテューリンゲン方伯領の一部であったが、テューリンゲン継承戦争の後、ブラバント公アンリ2世と妃ゾフィー・フォン・テューリンゲンの息子ハインリヒ1世に相続された。ハインリヒ1世は1246年に最初のヘッセン方伯となった。
1458年から1500年まで方伯領は上ヘッセンと下ヘッセンに分裂していたが、1509年にヴィルヘルム2世の代で統合された。
フィリップ1世の統治下においてヘッセンの重要性は最も高まった。フィリップ1世は寛大伯とも呼ばれ、1524年にプロテスタントを受け入れ、以降プロテスタント諸侯による保護同盟を創設する処置をとった。
1567年のフィリップ1世の死後、方伯領は最初の結婚で生まれた息子達に分割相続された。
- ヘッセン＝カッセル方伯（後のヘッセン選帝侯、1567年 - 1806年/1813年 - 1866年、プロイセン王国に併合された）：ヴィルヘルム4世
- ヘッセン＝マールブルク方伯（1567年 - 1650年、ヘッセン＝カッセルとヘッセン＝ダルムシュタットに併合された）：ルートヴィヒ4世
- ヘッセン＝ラインフェルス方伯（1567年 - 1583年、ヘッセン＝カッセルに併合された）：フィリップ2世
- ヘッセン＝ダルムシュタット方伯（1567年 - 1806年、後のヘッセン大公国。1806年 - 1918年、ヴァイマル共和国に併合された）：ゲオルク1世